# Национално знаме на Южен Судан
Националното знаме на Южен Судан е прието през 2005 година след подписването на Всестранното мирно споразумение, което слага край на Втората суданска гражданска война.. Преди това е използвано като знаме на Суданската освободителна армия.

## Описание
Наподобява знамето на Кения, като в лявата му част са добавени син триъгълник и златна звезда. Черното символизира южните суданци, бялото – мира, а кръвта, пролята във войните, е представена с червения цвят. Зеленото е символ на земята, синьото – на водите на река Нил, а златната звезда въплъщава единството на южносуданските провинции.